# Lokaal dienstencentrum

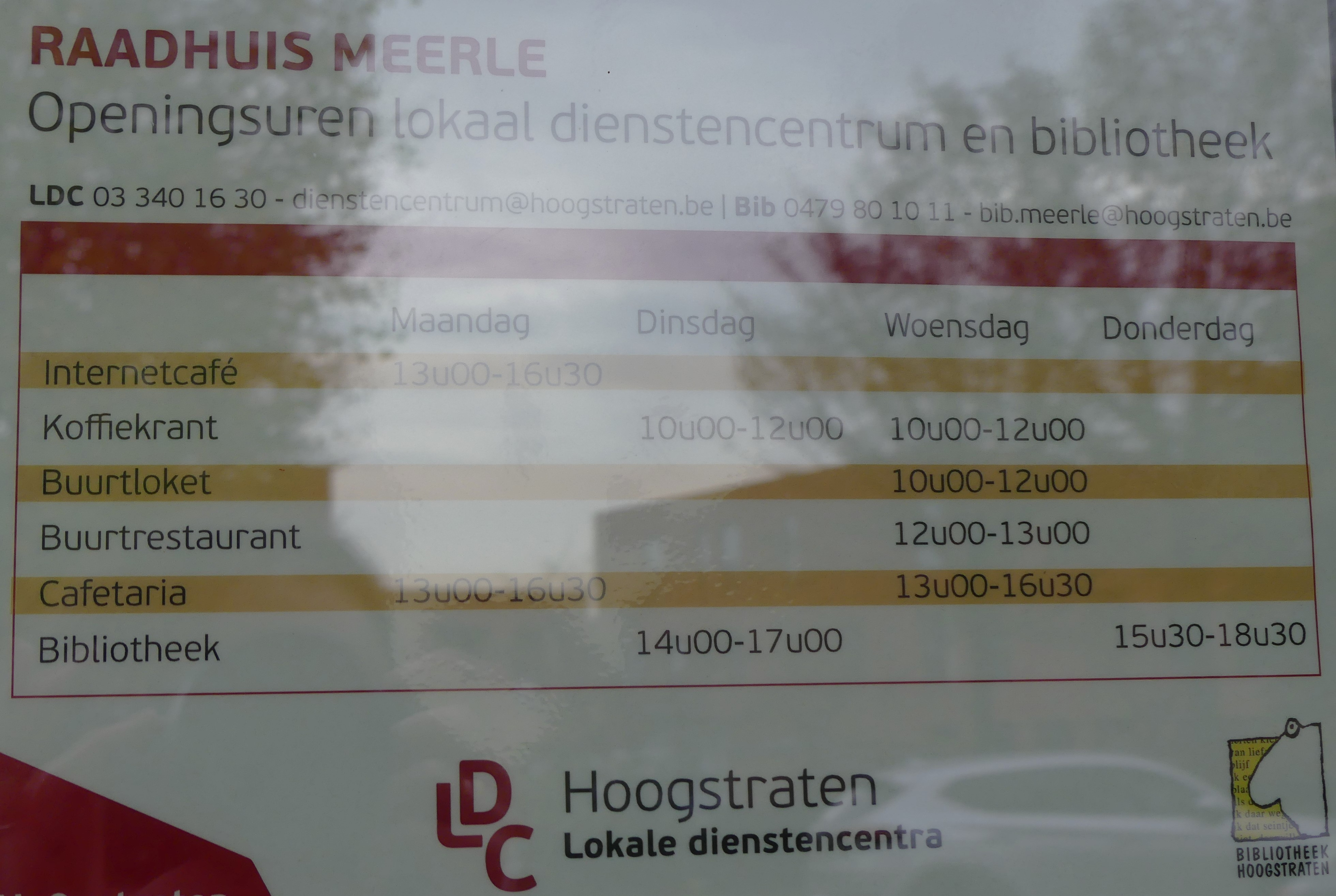
Infobord van het Lokaal Dienstencentrum en de uitleenpost van de bibliotheek (Meerle)

Lokaal Dienstencentrum, in België, is een ontmoetingsplaats verbonden aan een OCMW of vzw in Vlaanderen, in Brussel worden de lokale dienstencentra beheerd door een vzw. Het centrum is er voor de buurtbewoners, waar men terechtkan voor informatie, recreatie, vorming en dienstverlening. In Frankrijk vervult het Maison de Service au Public een vergelijkbare functie, maar dan meestal georganiseerd door de gemeente en/of het departement.
Het lokaal dienstencentrum is een centrale ankerplaats in de buurt die bezoekers informeert en leidt naar gepaste, bestaande zorg- en dienstverlening.
De uiteindelijk bedoeling is het sociaal netwerk van de gebruiker uit te bouwen om mensen zo lang mogelijk in hun vertrouwde omgeving te laten wonen.

## Werking
Een lokaal dienstencentrum is minstens 32 uur per week open als opvang- en ontmoetingsruimte. Het beschikt over aangepaste en toegankelijke lokalen. Verder is er een centrumraad die bestaat uit minstens acht leden, waaronder de centrumleider en minimaal vier gebruikers, en mogelijk ook een vertegenwoordiging van de ouderen- en socioculturele verenigingen.
Een lokaal dienstencentrum staat open voor iedereen, los van de ideologische, filosofische en godsdienstige overtuiging van de gebruiker.  De dienstverlening staat los van lidmaatschap, mogelijke andere hulp - of dienstverlening of financiële draagkracht.

## Activiteiten

### Advies en informatie
Het lokaal dienstencentrum nodigt individuen of groepen gebruikers van de lokale leefgemeenschap uit om advies en informatie te vragen. Dit kan door het organiseren van evenementen of activiteiten, maar ook door op andere wijzen in te spelen op reële noden van de gemeenschap.
Om deze noden te peilen doet het lokaal dienstencentrum onder meer beroep op een behoeftenpeiling of tevredenheidsonderzoek.

### Recreatie
Het lokaal dienstencentrum voorziet in impulsen naar ontmoeting, ontspanning en zinvolle vrijetijdsbesteding zonder drempel.
Daartoe beschikt ze over een ontmoetingsruimte, waar minstens 75 groepsactiviteiten worden aangeboden.
Daarnaast organiseert een lokaal dienstencentrum ook 100 groepsactiviteiten van algemeen vormende aard, gericht op persoonlijke ontwikkeling, verrijking van kennis en vaardigheden.

### A.D.L.
Het lokaal dienstencentrum biedt hulp bij activiteiten van het dagelijks leven, inclusief hygiënische zorgen. Dit houdt onder meer in dat een lokaal dienstencentrum, al dan niet in een of andere samenwerkingsverband, voorziet in minstens vier van de acht hierna vernoemde mogelijke vormen van hulp- en dienstverlening:
- Activiteiten voor specifieke doelgroepen uit de lokale leefgemeenschap
- Buurthulp, initiatieven die het sociaal netwerk, de communicatie en het veiligheidsgevoel versterken
- Hulp bij boodschappen
- Hulp bij huishoudelijke klussen
- Organisatie van de dienstverlening van een personenalarmcentrale
- Personenalarmtoesteluitleendienst
- Mobiliteitsverhogende maatregelen naar de lokale bewoners
- Warme maaltijden, aan huis bezorgd of in de ontmoetingsruimte

## Troeven
Het lokaal dienstencentrum is een punt waar alle soorten mensen (al dan niet met een functiebeperking), ongeacht de leeftijd, elkaar kunnen ontmoeten.
Het lokaal dienstencentrum is in België voor de dienstverlening naar de buurtbewoners (vooral ouderen) wat het Sociaal Huis is voor de concrete dienstverlening en de Lokale Werkwinkel voor de hulp- en dienstverlening op het vlak van arbeid en arbeidsbemiddeling.  Het heeft raakpunten met het buurtwerk en de (thuiszorg)diensten die aan de ziekenfondsen zijn verbonden.
De gebruiker hoeft niet langer naar verschillende adressen bij evenveel sociaal werkers om dienstverlening van sportief, educatief, sociaal, materieel, financieel en cultureel vlak te genieten. De werking van een lokaal dienstencentrum legt ook de nadruk op de mogelijkheden van de oudere, veeleer dan op de zorgvragende beperkingen.

## Vrijwilligerswerk
De hoeksteen van een lokaal dienstencentrum is de inzet van vrijwilligers. Wie net de arbeidsmarkt heeft verlaten, of de kinderen het huis uit heeft, wil de vrijgekomen tijd zinvol besteden door iets te doen voor anderen. Ze kunnen dit doen door sporadisch of op regelmatige basis hun vaardigheden in te zetten en zichzelf te ontwikkelen door een handje toe te steken in het lokaal dienstencentrum.

## Participatie
De kwaliteit van de dienstverlening van een lokaal dienstencentrum wordt bepaald door de participatie van de gebruikers.  Deze particpatie varieert van mee-weten, over mee-helpen tot mee-denken en mee-spreken. Daardoor komen gebruikers, vrijwilligers en centrumleider vrijwel naast elkaar te staan.
Het lokaal dienstencentrum werkt drempelverlagend door die participatie en doordat de deur er letterlijk open staat.

## Netwerkvorming
Het lokaal dienstencentrum vormt een schakel tussen de volledige zelfstandigheid en de wereld van de poetsdiensten, gezins- en bejaardenhulp, oppasdienst en verpleging aan huis.
De onderliggende doelstelling van een lokaal dienstencentrum is de mogelijkheden van mensen te versterken zodat ze langer, beter en kwaliteitsvoller zelfstandig in hun vertrouwde omgeving kunnen leven. Daarvoor slaat het dienstencentrum de brug naar andere organisaties.
Slechts als er een leemte bestaat in het aanbod, zal het dienstencentrum een eigen dienstverlening opstarten.
Een voorbeeld daarvan is een huisbezoekencentrale.